# El Machetazo
El Machetazo är en ort i Mexiko.   Den ligger i kommunen Candelaria och delstaten Campeche, i den sydöstra delen av landet, 900 km öster om huvudstaden Mexico City. El Machetazo ligger 51 meter över havet och antalet invånare är 252.
Terrängen runt El Machetazo är platt, och sluttar västerut. Runt El Machetazo är det glesbefolkat, med 14 invånare per kvadratkilometer. Närmaste större samhälle är El Triunfo, 11,3 km söder om El Machetazo. Omgivningarna runt El Machetazo är en mosaik av jordbruksmark och naturlig växtlighet.